# Смутна
Смутна (чеш. Smutná) — река в Чехии (Южночешский край). Впадает в реку Лужнице. Длина — 47 км. Площадь водосборного бассейна — 247 км². Среднегодовой расход воды на водомерном посту в Ратае составляет 1,01 м³/с.
Начинается около деревни Стружинец на высоте 618 метров как один из ручьёв, впадающих в пруд Черни. Течёт на юго-запад через пруды Негонински, Каплице, Нови, Обецни, Хадимак. Затем в городке Йистебнице поворачивает на запад и течёт в этом направлении через Погори до Вльксице. Там меняет направление течения на южное, пересекает последовательно лес, деревню Божетице, пруд Чобот, большой лесной массив, деревню Ратае. Впадает в Лужнице в городе Бехине на высоте около 356 метров над уровнем моря в 11 км от её устья.

## Притоки
Объекты перечислены по порядку от устья к истоку.
- 9 км: Гемера[2] (пр)
- 17 км: Колишовски[2] (пр)
- 21 км: Карлов[2] (лв)
- 23 км: Цабровски[2] (пр)
- 24 км: Милевски[2][1] (пр)
- 30 км: Божетицки[2] (лв)
- 30 км: Божейовицки[2] (лв)
- 32 км: Радигоштски[2] (лв)
- 34 км: Добржемилицки[2] (пр)
- 35 км: Кваштовски[2] (пр)
- 37 км: Надейковки[2] (пр)
- 39 км: Пержиковски[2] (пр)
- 43 км: Крживошински[2] (лв)